# International Center for Transitional Justice
 (novembre 2024).
International Center for Transitional Justice (ICTJ) est une ONG, fondée en 2001, consacrée à la poursuite des violations des droits de l'homme à travers des mécanismes de justice transitionnelle.

## Action
International Center for Transitional Justice travaille dans des sociétés qui sortent de conflits armés ou de régimes répressifs, ainsi que dans les démocraties établies où les injustices historiques ou l'abus systématique perdurent[réf. souhaitée].
ICTJ aide à l'élaboration d'approches intégrées, globales et localisées de la justice transitionnelle, en se concentrant sur sept éléments clés : les poursuites judiciaires, la recherche de la vérité, la réforme institutionnelle, la justice de genre, les réparations, et l'érection de monuments commémoratifs[réf. souhaitée].
ICTJ est déterminé à renforcer les capacités locales et à renforcer le domaine émergent de la justice transitionnelle, et travaille avec des organisations partenaires et des experts du monde entier. ICTJ fournit des informations comparatives, l'analyse juridique et des politiques, de la documentation et de la recherche stratégique à la justice et les institutions de recherche de la vérité, de la société civile, les gouvernements et d'autres[réf. souhaitée].